# Passer passer piger
Passer passer piger er en dansk komediefilm fra 1965 instrueret af Sven Methling og skrevet af Bent og Ida From. Filmen er den fjerde og sidste i Støv-serien, der også omfatter Støv på hjernen (1961), Det støver stadig (1962) og Støv for alle pengene (1963). Passer passer piger er den eneste film i serien der ikke er instrueret af Poul Bang.

## Medvirkende
- Helle Virkner
- Poul Reichhardt
- Dirch Passer
- Hanne Borchsenius
- Sigrid Horne-Rasmussen
- Ove Sprogøe
- Karl Stegger
- Beatrice Palner
- Henning Palner
- Paul Hagen
- Carl Ottosen
- Kirsten Passer